# Wieniawa (Mazovië)
Wieniawa is een dorp in het Poolse woiwodschap Mazovië, in het district Przysuski. De plaats maakt deel uit van de gemeente Wieniawa.

## Verkeer en vervoer
- Station Wieniawa